# Canhão elétrico

Princípio de funcionamento do canhão eletromagnético.

O canhão eletromagnético, ou railgun, é uma arma cujo sistema de funcionamento utiliza a eletricidade para acelerar um projétil ao longo de um par de trilhos metálicos, usando o princípio de um motor homopolar.
A Marinha dos Estados Unidos já anunciou ter testado um canhão eletromagnético com sucesso, lançando um projétil de 3,5 kg à velocidade de mach 7.

## Funcionamento
Um canhão eletromagnético consiste em dois trilhos metálicos paralelos conectados a uma fonte de energia elétrica. Quando um projétil condutivo é inserido entre os trilhos, na extremidade conectada à fonte, o circuito é completado. Os elétrons fluem do terminal negativo da fonte para o trilho negativo, passando pelo projétil, pelo trilho positivo e daí de volta para fonte de energia.
Esta corrente faz o canhão eletromagnético comportar-se como um eletromagneto, criando um poderoso campo magnético na região dos trilhos em direção à posição do projétil. De acordo com a "regra da mão direita", o campo magnético circula em torno de cada condutor. Uma vez que a corrente ocorre em direções opostas em cada trilho, o campo magnético resultante entre os trilhos é direcionado verticalmente. A ação deste campo, em combinação com a corrente através do projétil, produz uma força de Lorentz, que acelera o projétil no sentido dos trilhos. Assim, o projétil desliza na direção oposta à fonte de energia. Há forças também agindo nos trilhos no sentido de tentar afastá-los, o que só não acontece por estarem firmemente fixados.
Uma fonte de energia suficientemente grande, da ordem de um milhão de amperes irá criar uma tremenda força no projétil, acelerando-o à velocidade de muitos quilômetros por segundo. Embora grandes velocidades sejam teoricamente possíveis, o calor gerado pela propulsão do objeto é suficiente para rapidamente degradar os trilhos. Tal equipamento exigiria constantes substituições dos trilhos, ou o uso de um material resistente ao calor e ao mesmo tempo suficientemente condutivo para produzir o mesmo efeito.